# Thermoniphas fontainei
Thermoniphas fontainei är en fjärilsart som beskrevs av Henry Stempffer 1956. Thermoniphas fontainei ingår i släktet Thermoniphas och familjen juvelvingar. Inga underarter finns listade i Catalogue of Life.